# Mastinomorphus weiseri
Mastinomorphus weiseri är en skalbaggsart som först beskrevs av Maurice Pic 1926.  Mastinomorphus weiseri ingår i släktet Mastinomorphus och familjen Phengodidae. Inga underarter finns listade i Catalogue of Life.